# Topoľa
Topoľa est un village de Slovaquie situé dans la région de Prešov.

## Histoire
Première mention écrite du village en 1337.

## Démographie

### Évolution de la population
| Année:               | 1994. | 2004.    | 2014.    | 2024.   |
| -------------------- | ----- | -------- | -------- | ------- |
| Nombre de personnes: | 252   | 197      | 154      | 152     |
| Différence:          |       | -21,82 % | -21,82 % | -1,29 % |

| Année:               | 2023. | 2024.   |
| -------------------- | ----- | ------- |
| Nombre de personnes: | 159   | 152     |
| Différence:          |       | -4,40 % |